# 2000年シドニーオリンピックの中国選手団
2000年シドニーオリンピックの中国選手団（2000ねんシドニーオリンピックのちゅうごくせんしゅだん）は、2000年9月15日から10月1日にかけてオーストラリアのニューサウスウェールズ州シドニーで開催された2000年シドニーオリンピックの中国選手団、およびその競技結果。

## 概要
今大会は金メダル28個、銀メダル16個、銅メダル14個の合計58個のメダルを獲得した。

## メダル
| メダル | 選手名                                | 競技       | 種目                     |
| ------ | ------------------------------------- | ---------- | ------------------------ |
| 金     | 王麗萍                                | 陸上       | 女子20km競歩             |
| 金     | 李小鵬 黄旭 肖俊峰 邢傲偉 楊威 鄭李輝 | 体操       | 男子団体総合             |
| 金     | 李小鵬                                | 体操       | 男子平行棒               |
| 金     | 唐琳                                  | 柔道       | 女子 78kg以下級          |
| 金     | 袁華                                  | 柔道       | 女子78kg超級             |
| 金     | 劉璇                                  | 体操       | 女子平均台               |
| 銀     | 楊威                                  | 体操       | 男子個人総合             |
| 銀     | 凌潔                                  | 体操       | 女子段違い平行棒         |
| 銀     | 李淑芳                                | 柔道       | 女子63kg以下級           |
| 銅     | 盛沢田                                | レスリング | 男子グレコローマン58kg級 |
| 銅     | 劉璇                                  | 体操       | 女子個人総合             |
| 銅     | 楊雲                                  | 体操       | 女子段違い平行棒         |
| 銅     | 劉玉香                                | 柔道       | 女子52kg以下級           |
| 銅     | 姜翠華                                | 自転車     | 女子500mタイムトライアル |